# Un embrujo
Un embrujo és una pel·lícula mexicana dramàtica del 1998 dirigida per Carlos Carrera amb un guió basat en el conte Don Eliseo de Marcel Sisniega. La pel·lícula fou seleccionada per representar Mèxic a l'Oscar a la millor pel·lícula de parla no anglesa als premis Oscar de 1998, però finalment no fou nominada.

## Sinopsi
A la dècada de 1930, a la costa de Yucatán, Eliseo, un jove de 14 anys, és iniciat en l'amor per la seva mestra d'escola Felipa. Felipa ha de marxar quan es descobreix la relació i, en arribar a l'edat adulta, Elizeo es casa amb una altra dona per obligació, sense aconseguir mai oblidar Felipa. Deu anys després, torna Felipa.

## Repartiment
- Blanca Guerra - Felipa
- Mario Zaragoza - Eliseo (adult)
- Daniel Acuña - Eliseo (jove)
- Luis Fernando Peña - Burro
- Ricardo Rentería - Rafael (jove)
- Luisa Huertas - María
- Vanessa Bauche - Magda
- Elpidia Carrillo - Esposa del Brujo

## Recepció i premis
Fou estrenada em l'edició de 1998 del Festival Internacional de Cinema de Toronto. També fou exhibida com a part de la selecció oficial del Festival Internacional de Cinema de Sant Sebastià 1998.
En la XLI edició dels Premis Ariel de 1999, la pel·lícula va guanyar els premis al millor director, a la millor actriu (Blanca Guerra), a la millor actriu de repartiment (Vanessa Bauche), al millor guió adaptat, a la millor fotografia, als millors decorats i al millor vestuari. Va ser nominat en altres nou categories, inclosa la de la millor pel·lícula.